# Al Mamzar
Al Mamzar è un quartiere di Dubai.

## Geografia fisica
Al Mamzar si trova nella zona di Deira, a nord-est di Dubai. La località è delimitata dal Golfo Persico a nord, Al Waheda ad ovest, Hor Al Anz a sud e l'emirato di Sharjah ad est.
La parte nord-est della località è residenziale.